# Casey Creek (Kentucky)
Pour les articles homonymes, voir Casey Creek.
Casey Creek est une zone non incorporée (Unincorporated community) du comté d'Adair dans le Kentucky.